# جوان زوناراس
جوان زوناراس أو جون ((باليونانية: Ἰωάννης Ζωναρᾶς)‏، عاش في القرن 12) هو قديس لاهوتي مؤرخ بيزنطي عاش في القسطنطينية، وعمل تحت الإمبراطور ألكسيوس الأول كومنينوس بـمنصب رئيس القضاء والسكرتير الخاص (protasēkrētis) للإمبراطور، ولكن بعد وفاة ألكسيوس، تقاعد في الدير في جزيرة آيا غليكيريا، (Incir Ada، في بحر إيجة)، حيث قضى بقية حياته في تأليف الكتب.
له تاريخ عالمي باسم خلاصة تاريخية Historical Epitome ، وهي تمتد من بداية الخلق إلى 1118، وهي تقدم معلومات قيمة عن القرن الحادي عشر. وفي الخلاصة التاريخية، اعتمد على مجموعة غنية من المصادر، ولا سيما العديد من كتب Dio Cassius ' Romaika، والتي كان الوحيد الذي يحتفظ بها. يُنسب له معجم وكتابات لاهوتية أيضا.